# Йованович, Страхиня
Страхиня Йованович (серб. Страхиња Јовановић; род. 1 июня 1999, Лесковац) — сербский футболист, полузащитник казахстанского клуба «Окжетпес».

## Клубная карьера
Футбольную карьеру начал в 2017 году в составе клуба «Телеоптик».
В 2020 году подписал контракт с клубом «Спартак» Суботица.
В 2024 году перешёл в боснийский клуб «Радник» Биелина.
В 2025 году подписал контракт с клубом «Окжетпес».

## Карьера в сборной
16 октября 2018 года дебютировал за сборную Сербии до 21 года в матче против сборной Армении до 21 года (0:0).

## Достижения
«Партизан»
- Серебряный призёр чемпионата Сербии: 2017/2018
- Обладатель Кубка Сербии: 2017/2018

## Статистика
| Игровая карьера | Игровая карьера      | Игровая карьера | Лига | Лига | Кубок | Кубок | Межд. | Межд. | СК | СК |
| --------------- | -------------------- | --------------- | ---- | ---- | ----- | ----- | ----- | ----- | -- | -- |
| 2022/2023       | Железничар (Панчево) | Б               | 20   | 3    | 1     | 0     | —     | —     | —  | —  |
| 2023/2024       | Железничар (Панчево) | А               | 27   | 1    | 1     | 0     | —     | —     | —  | —  |
| 2024/2025       | Радник (Биелина)     | А               | 13   | 2    | 1     | 1     | —     | —     | —  | —  |
| 2025            | Окжетпес             | А               | 9    | 3    | —     | —     | —     | —     | —  | —  |